# Sigurd Fafnesbane
- Övre vänster: Sigurd i hjälm som dräper Fafner.
- Övre höger: Sigurd som slickar av drakblodet från tummen.
- Lägre bild: Sigurdsristningen med detaljer ur Sigurd Fafnesbanes liv.

Sigurd i den nordiska sagokretsen (fornnordiska: Sigurðr) eller Sigfrid i den tyska dito (tyska: Siegfried, medelhögtyska: Sîvrit) är en mytomspunnen hjälte och drakdödare i den forngermanska sagokretsen. Enligt legenden, det så kallade Sigurdskvädet, dräpte han Fafner (eller Fafne), en man eller dvärg som uppträdde i hamn (skepnad) av en drake eller lindorm. I fornnordiska traditioner fick han därefter tillnamnet Fafnesbane – den som dödade draken Fafne. I modern tid förekommer även varianterna Sigurd Drakdödaren och Sigurd Drakdräparen.
Drakdödarsagan återfinns i både fornnordisk och germansk tradition och berättar egentligen en saga om girighet och förräderi jämte hjältedåd. Som grund står en förtrollad guldskatt, Nibelungens skatt eller Andvareskatten, alternativt en magisk ring som del av skatten, Andvaranaut ("Andvares klenod"), som förbannar dess icke rättmätige ägare. Skatten byter händer flera gånger genom sagan; först fråntvingad från dvärgen Andvare av Oden och Loke för att betala mansbot till Reidmar för att Loke dräpt hans son av misstag, sedan till Reidmars son Fafner som girigt mördat honom och sedan förvandlat sig till en drake för att vakta skatten, sedan till Reidmars andra son Regin efter att Sigurd i hans önskan dräpt Fafner med svärdet Gram som hämnd för sin fars mord, och sist till Sigurd efter att han förebyggande dräpt Regin som sas ha planerat mörda honom i retur. Sigurds död orsakas i båda traditionerna av rivaliteten mellan hans båda hustrur, Gudrun (Kriemhild) och Brynhild (Brunhilde). Den sistnämnda hade han lurat att gifta sig med Gunnar (Gunter), kung av Burgund.
Sigurd Fafnesbane återfinns bland annat på runstenar i Sverige och stenkors på de brittiska öarna från 1000-talet. Berättelsen kan vara inspirerad av olika gestalter inom merovingernas dynasti, som kung Sigibert I, men kan också gå tillbaka på äldre sagokretsar. Sagotraditionerna finns nedtecknade i Nibelungenlied, Völsungasagan och Den poetiska Eddan. Sigurd förekommer i många andra sagor och berättelser från Tyskland och Skandinavien tillsammans med medeltida och yngre skandinaviska folkvisor.
Richard Wagner använde legender om Sigurd/Siegfried i Siegfried och Ragnarök,  vilka ingår i hans operacykel Nibelungens ring. Hans bild av Sigurd har formats av den nordiska traditionen om hjälten. Under senare delen av 1800-talet och 1900-talet blev Sigurd/Siegfried en symbol för den dåvarande tyska nationalismen. Senare använde även J.R.R. Tolkien detaljer från sagan i hans Sagan om ringen-verk, såsom återsmidningen av Gram vilket gav svärdet Narsil och Andvares förbannade ring som gav den enda ringen.

## Etymologi
Namnen Sigurd och Sigfrid innehåller det germanska förledet Sig-, ”seger”, men skiljer sig i efterleden. Efterled –urd kommer från urgermanska *ward, samma ord som ”vård” i betydelsen ”beskydd” (besläktat med värd och vörd), där det begynnande w:et fallit bort i de nordiska språken när det följts av o eller u (jämför engelska: wolf med nordiska: ulv). Fastlandsskandinaviska namnformerna Sigvard och Sivard har samma ursprung som Sigurd. Efterledet -frid är samma ord som ”frid” och ”fred” i samma betydelse.
Trots denna namnskillnad handlar det om en och samma person, som kallas Sigurd i den fornnordiska traditionen och Sigfrid i den kontinentala. Vilket namn som var det ursprungliga är en omdiskuterad fråga.

## Sigurdskvädet
Nedan återberättas en generell fri sammanställning av Sigurdskvädet.
Oden och Loke vandrar genom skogen en vanlig dag när Loke får syn på en utter som satt och åt på en fisk. Loke ville åt utterns vackra päls så han dödade och flådde uttern. Samma natt kom de fram till ett hus i skogen och bestämde sig för att försöka övernatta där. De knackade på och togs emot av husets ägare Reidmar. Men när Reidmar fick se Lokes utterskinn blev han rasande. Det visade sig att uttern Loke dödat var Reidmars son Utter som varit hamnskiftad till en utter. Reidmar och hans två söner, Fafner och Regin, krävde då att Oden och Loke skulle betala mansbot för dråpet av Utter. Straffet blev att skaffa så mycket guld att det kunde täcka hela utterskinnet.
Loke fick då en idé. Han kände till en dvärg med en stor guldskatt vid namn Andvare som hade hamnskiftat till en fisk och bodde i en närliggande flod. Oden och Loke gick då dit för att lägga beslag på skatten. När de kom fram protesterade Andvare mot beslaget och krävde att han skulle få behålla en guldring hörande skatten vid namn Andvaranaut. Han påstod att ringen var magisk och skulle hjälpa honom bli rik igen och som dessutom skulle ge olycka till den som tog den ifrån honom. Oden och Loke tog ringen i alla fall då de ska ha behövt den till att täcka det sista håret på utterpälsen. Oden och Loke lämnade skatten till Reidmar och gick hem till Asgård igen.
Reidmar var nu mycket rik och satt hemma och njöt av skatten. Med tiden blev hans son Fafner mycket avundsjuk över hans skatt, så pass att han slutligen mördade sin far med sin kniv och tog skatten för sig själv. För att skydda skatten tog han den till en grotta och bytte hamn till en drake. Den andra sonen, Regin, blev då rasande och bestämde sig för att döda Fafner och ta hans skatt.
Regin var en skicklig vapensmed och hade en lärling vid namn Sigurd som han fostrat sedan barndom. Sigurd var ung och mycket starkare än Regin, varför Regin övertalade Sigurd att dräpa Fafner i hans ställe och ta tillbaka skatten åt honom. För att döda Fafner behövde de smida ett kraftfullt vapen. De smidde svärd efter svärd men dem gick alla sönder när Sigurd prövade de mot städet. Sigurd fick då en idé. Från sin mor hämtade han delarna till sin pappas vapen, det mäktiga svärdet Gram ("bister"), som använts i många strider.
Sigurd var son till hjälten Sigmund som dött när Sigurds mor, Hjördis, var gravid. Svärdet Gram var en gåva från Oden och kom till när Oden, under förklädnad, slog in svärdet i ett träd och proklamerade att den som drog ut det skulle få det som gåva och hädan aldrig hålla ett bättre svärd, varav enbart Sigmund kunde dra ut det. Svärdet var åtråvärt och Sigmunds far och bröder mördades över det av Sigmunds svåger, götakungen Siggeir. När Sigmund senare blev attackerad av kung Lyngi hamnade Sigmund i strid med en gammal man som återigen var Oden i förklädnad. Oden krossade Sigmunds svärd, varefter Sigmund blev dödad av andra. Döendes talade Sigmund om för Hjördis att hon var gravid och att hennes son en dag skulle tillverka ett mäktigt vapen av skärvorna efter hans eget svärd. Sonen var Sigurd.
Regin och Sigurd återsmidde Gram och Sigurd testade det mot städet. Svärdet klöv städet mitt itu. Därifrån red Sigurd och Regin till Fafners grotta. När de såg grottan på avstånd stannade Regin. Han pekade på ett vattendrag nedanför grottan och sa till Sigurd att Fafner var dag krälar dit för att dricka vatten och att han ska döda honom när han kommer ut ur sin grotta. Själv skulle Regin vänta i skogen i närheten. När han dräpt Fafner skulle han skära ut dess hjärta och ta med det tillbaka, en konstig önskan tänkte Sigurd. När Sigurd red vidare mot grottan mötte han en vandrare som stoppade honom. Vandraren var i själva verket Oden i förklädnad. Vandraren sa till Sigurd att gräva en grop i drakens stig ner mot vattnet och gömma sig där i. När odjuret kryper över gropen ska Sigurd stöta sitt svärd genom dess hjärta. Sigurd tackade för rådet och red vidare till grottan. Där följde han rådet och grävde en grop i drakens stig och gömde sig. När Fafner senare skulle gå och dricka vatten drog Sigurd sitt svärd och väntade. Draken började kräla över Sigurds grop och när dess hjärta var rakt ovanför honom stötte Sigurd in Gram i drakens kropp. Fafner skrek och dog.
Efter drakens död skar Sigurd ut dess hjärta och förde det till Regin. Regin bad sedan Sigurd att grilla hjärtat och servera honom det. Sigurd tyckte detta var underligt och blev misstänksam men lydde sin mästare och adoptivfader. När han sedan satt och grillade det råkade han bränna sin tumme på det heta hjärtat och förde det med drakblod till munnen då han plötsligt kunde förstå fåglarnas tal. På en gren bredvid honom satt två småfåglar när den ena sa: "Synd att Sigurd inte äter av hjärtat. Då skulle han bli den visaste av alla män." Den andre svarade: "Han förstår inte heller att Regin tänker döda honom." "Han borde dräpa Regin och ta skatten och hjärtat för sig själv." Sigurd flög då upp och dödade Regin med sitt svärd, i vissa varianter högg han huvudet av honom. Sigurd åt sedan upp hjärtat och hämtade skatten ur Fafners grotta.
På sådant vis blev Sigurd även ägare till den förbannade ringen Andvaranaut som långt senare orsakade honom olycka och hans död.

## Ursprung
Sigurds ursprung är omdiskuterat och det är tveksamt om det skulle röra sig om en historisk gestalt. Det mest kända förslaget menar att han skulle vara någon eller några gestalter i den merovingiska dynastin. De frankiska härskarna av denna ätt hade ofta namn som började på *sigi -. Mordet på Sigibert I, som var gift med Brunhild av Austrasia kan ha inspirerat skalderna till skildringen av Sigurds död. Emellertid dödades Sigibert av sin bror Chilperik I, anstiftad av hustrun Fredegunda – det är möjligt att Brunhilda och Fredegunda har bytt roller i sagans framställning. Denna teori är dock bedömd som osäker eftersom den saknar bäring på någon verklig historisk gestalt.
En annan tolkning gör gällande att Sigurds drakdödande skulle vara en mytologisk framställning av slaget vid Teutoburgerskogen år 9 e.Kr. Denna har förkastats av modern forskning som alltför spekulativ.
Man har också föreslagit att Sigurd skulle vara en rent mytologisk gestalt utan något historiskt ursprung. Under 1800-talet försökte forskare utan större framgång placera in Sigurd i de nordiska gudamyterna. Numera ser man honom som en medeltida sagogestalt.

## Tyska traditioner om Sigurd Fafnesbane

### Sigfrid i Nibelungenlied
Nibelungenlied skildrar Sigfrids uppväxt i Xanten hos sin far kung Sigmund och modern Siglinde. En annan version gör honom till en vandrande krigare som genom tapperhet vann Nibelungens skatt, svärdet Balmung och osynlighetskappan. Han vill vinna prinsessan Kriemhild och blir därför vän med hennes bror Gunther. Genom list skaffar han denne den krigiska drottning Brünhild som brud och gifter sig själv med Kriemhild. Brünhild uppdagar sveket och uppmanar sin make och hans släkt att döda Sigfrid. Han blir begravd i katedralen i Worms enligt berättelsen.

### Didriks saga
Didriks saga handlar ursprungligen om kejsar Theodorik eller Didrik av Bern (egentligen Verona), men här uppträder Sigurd som ett föräldralöst barn som växer upp i skogen hos dvärgen Mimer. Han är oemottaglig för all uppfostran och därför skickar Mimer honom till sin bror Regin, som förvandlat sig till en drake. Sigurd dödar draken och smakar på blodet och förstår genast vad fåglarna sjunger. De säger att Mimer hade hoppats att draken skulle döda pojken. Sigurd smörjer in sig i drakens blod, som gör hans skinn ogenomträngligt och tvingar Mimer att smida honom ett svärd. Med detta dödar han sedan dvärgen och ger sig ut i världen. Han möter Brynhild som ger honom hästen Grane. En dag kommer Didrik och utmanar Sigurd, som skyddas i striden av sitt skinn. Didrik skaffar sig svärdet Minung som har krafter att besegra Sigurd, som nu föjer Didrik vidare till Gunther, där sveket mot Brynhild sker liksom bröllopet med Grimhild. Episoden slutar med mordet på Sigurd. Didriks saga avviker från de andra versionerna genom att Nibelungens skatt inte nämns.

### Andra medeltida källor
Bland övriga medeltida källor kan Rosengarten zu Worms, Biterolf und Dietleib, den så kallade ”Heldenbruch-Prosa” och Das Lied vom Hürnen Seyfrid. Sistnämnda ballad berättar om Sigfrid, som klätt sig i drakens hårda skinn.

## Skandinaviska traditioner om Sigurd Fafnesbane

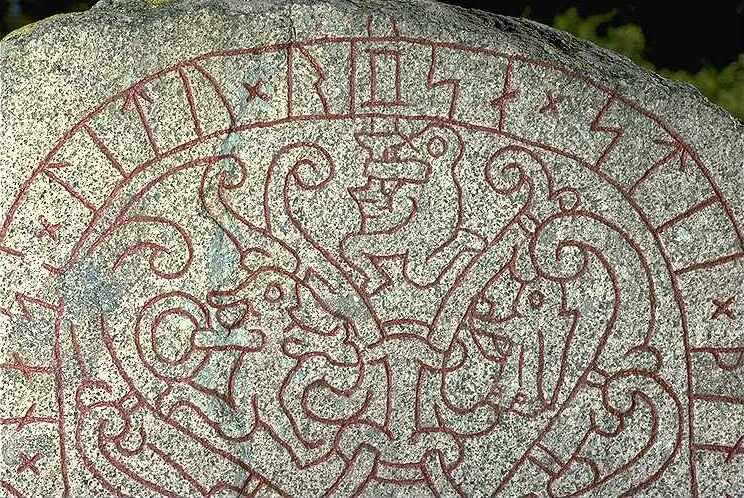
Sigurdskvädet på Drävlestenen. Till vänster syns en karaktär med en ring, vilket antas skildra Andvare med ringen Andvaranaut. I toppen syns Sigurd som dräper Fafner och till höger syns en valkyrja med fläta och dryckeshorn vilket antas vara Sigdriva (Brynhild).

Äldre forskning ansåg att de fornnordiska berättelserna om Sigurd var de ursprungliga, en ståndpunkt som numera övergivits för att de snarare tycks vara en utveckling av traditionerna. Sigurdssagan tog också intryck av kristnandet och skildrar hur hedendom försvann till fördel för den nya religionen. I gengäld återgav den kristna konsten detaljer från episoder i sagan. I denna tradition är Sigurd, liksom sin ätteman Atle (Attila), en hun. Det bör dock nämnas att vid tiden när berättelserna tagit den form vi är bekanta med idag hade minnet av den huniska identiteten försvunnit i Skandinavien och hunnerna skildras som ett germanfolk. 

### Sigurd iSnorres Edda
Snorres Edda som dateras till 1220 återger berättelsen om Sigurd i flera kapitel av den del som kallas Skáldskaparmál (Skaldskapens språk). Innehållet liknar Völsunga saga (se nedan) i en förkortad version. Sigurd växer upp vid kung Hjalpreds hov, där han som yngling får svärdet Gram från smeden Regin. Med detta dödar han draken som bor på Gnitaheden genom att lägga sig i en grop och hugga i hjärtat underifrån. Genom att smaka på drakens blod förstår han att Regin ämnar döda honom. Denne vill nämligen åt den skatt som draken vaktat. Sigurd sticker ner honom och tar själv skatten, som kallas för Gnitaheds malm. Han rider därifrån och kommer till ett hus där en kvinna i hjälm och brynja ligger sovande. Hon var valkyrian Brynhild, men Sigurd väljer att rida vidare till kung Gjukes land. Här gifte han sin med dennes dotter Gunhild och hjälper Gunnar till giftermålet med Brynhild. Här berättas om den ring av eld som endast Sigurd vågar rida igenom. Sedan upprepas de scener som leder fram till Sigurds död, men här följer Brynhild med honom på likbålet. Här berättas också att Sigurd och Gudrun hade två barn, Svanhild och Sigmund d.y..

### Sigurd iDen Poetiska Eddan
Den poetiska Eddan består av en samling av mytiska dikter och hjältedikter av varierande ålder. Sigurdsdiktningen tillhör de sistnämnda, men innehållet varierar starkt och är ibland motsägelsefulla. Man tror att vissa stammar från 900-talet, medan andra komponerats på 1200-talet i en arkaiserande stil. De är Frá dauda Sinfjötla. ”Sinfjötles död” (se Helge Hundingsbane)”, Gripisspá ”Gripes spådom” som skildrar hur kung Gripe förespår Sigurds kommande liv, Reginsmál där Regin ger den unge Sigurd råd, Fafnesmal drakdödandet, Sígurdrífumál ”valkyrian Sigrdrífa (Sigdriva/Brynhild) ger Sigurd råd, Brot af Sigurdarkviðu”, en rådslag mellan Gunnar och Hagen om hur de skall dräpa Sigurd och hur de sätter detta i verket, ”Om Sigurds död” och Sígurdarkvida inn skamma, ”den korta Sigurdskvädet” som handlar om Sigurds död och Brynhildes monolog innan hon följer honom i döden.

### Sigurd iVölsungasagan
Völsungasagan hör till fornaldarsagorna, de historiska (och fantasifulla sagorna) som författades mellan 1200- och 1400-talet. Den skildrar Sigurds far och mor, hans uppväxt och drakdödandet, han mötet med Gjukungarna och giftermål, hans död och Gudruns senare öden. Denna saga stammar från 1200-talet.

### Sigurd i medeltida ballader och folkvisor
Sigurd levde vidare i de nordiska balladerna, som ofta har litet gemensamt med den ursprungliga traditionen. I de danska balladerna (och i ett par svenska) kallas han Sivard och skildras som en ung man som drar ut på äventyr. Detta gäller också de norska balladerna, medan de färöiska uppvisar drag som påminner om berättelsen om Sigurd. I den färöiska cykeln Sjúrðarkvæði ingår sånger om Regin, Brynhild och Högne (Hagen).

### Sigurd i konsten
Bilder som ännu finnas kvar från forna tider visar att Sigurds stordåd varit allmänt känt i Norden. Till dessa bilder hör bland annat ristningarna på Gökstenen och Ramsundsberget i Södermanland där särskilt de sistnämnda teckningarna lämnar en tydlig skildring av Fafnes och Regins dråp. Även på portalerna till Hyllestads och Veigusdals kyrkor i Sätersdalen i Norge finns bilder som framställer  samma händelser. Sigurd dödar Fafner visas på en runsten från Drävle i Uppland.
Kampen mot draken uppfattades som ärkeängeln Mikaels kamp mot djävulen, varför episoder i Sigurdsdiktningen återspeglas i den medeltida kyrkliga konsten.

## Moderna bearbetningar av legenderna om Sigurd
- 1848–1874 – Den mest berömda återgivandet av Sigurdslegenden är Richard Wagners fyra operor som ingår i dramat Nibelungens ring. Dessa tillkom mellan 1848 och 1874. Sigurd, som här kallas Siegfried, förebådas i Valkyrian och är huvudpersonen i Siegfried och Ragnarök.
- 1876 – William Morris episka poem Sigurd the Volsung från 1876 återberättar historien på engelska.
- 1884 – Den franske kompositören Enest Reyjer skrev 1884 operan Sigurd som är mindre känd.
- 1905 – James Baldwin återberättade historien för äldre barn med titeln Siegfrieds historia 1905
- 1930 – J. R. R. Tolkien skrev en egen version av Völsungasagan The Legend of Sigurd and Gudrún 1930, som publicerades postumt av sonen 2009.

Detaljer såsom återsmidningen av Gram och Andvares förbannade ring gav även inspiration till svärdet Narsil och den enda ringen i Tolkiens berättelse Sagan om ringen.